# Bahnhof Urawa
Der Bahnhof Urawa (jap. 浦和駅, Urawa-eki) ist ein Bahnhof auf der japanischen Insel Honshū. Er wird von der Bahngesellschaft JR East betrieben und befindet sich in der Präfektur Saitama auf dem Gebiet der gleichnamigen Stadt, genauer im Bezirk Urawa-ku.

## Verbindungen
Urawa ist ein Zwischenbahnhof, der von mehreren parallel verlaufenden Linien der Bahngesellschaft JR East bedient wird. Überwiegend dem beschleunigten Pendlerverkehr über mittlere Entfernungen in der Metropolregion dienen die Takasaki-Linie und die Utsunomiya-LInie (eine Teilstrecke der Tōhoku-Hauptlinie). Von Norden her kommend, führen sie über Ueno zum zentralen Bahnhof Tokio, wo sie mit der Tōkaidō-Hauptlinie in Richtung Yokohama und Atami verknüpft werden. Tagsüber gibt es auf beiden Linien einen angenäherten 20-Minuten-Takt, der während der Hauptverkehrszeit verdichtet wird.
Auf eigenen Gleisen verläuft die dem Nahverkehr vorbehaltene Keihin-Tōhoku-Linie von Ōmiya über Urawa, Akabane und Tokio nach Yokohama sowie daran anschließend auf der Negishi-Linie nach Ōfuna. Tagsüber fahren die Züge alle fünf Minuten, während der Hauptverkehrszeit alle drei bis vier Minuten. Somit werden jede Stunde zwischen 12 und 20 Züge angeboten. Ebenfalls einen Teil der Takasaki- bzw. der Utsunomiya-Linie nutzt die Shōnan-Shinjuku-Linie, deren Schnellzüge drei- bis sechsmal stündlich von Ōmiya über Shinjuku, Ōsaki und Yokohama nach Odawara und Zushi verkehren.
Urawa ist ein bedeutender Knotenpunkt des lokalen und regionalen Busverkehrs. Beidseits des Bahnhofs gibt es je einen Busterminal mit mehreren Haltestellen. Diese werden von über drei Dutzend Buslinien der Gesellschaften Kokusai Kyōgyō Bus und Tōbu Bus West sowie von Flughafenzubringern und Schnellbussen verschiedener Anbieter bedient.

## Anlage
Der Bahnhof steht an der Grenze zwischen den Stadtteilen Takasago (im Westen), Nakachō (im Nordwesten), Higashi-Nakachō (im Nordosten) und Higashi-Takasagachō (im Südosten), die alle zum Bezirk Urawa-ku gehören. Die Gegend westlich des Bahnhofs bildet das administrative Zentrum der Präfektur Saitama und der Stadt Saitama mit zahlreichen Verwaltungsgebäuden. Dort sind auch mehrere Shintō-Schreine und buddhistische Tempel zu finden, darunter der Tsuki-jinja und der Gyokuzō-in. Hinzu kommen das Kaufhaus Isetan Urawa, das Einkaufszentrum Urawa Corso und der Gebäudekomplex Urawa Century City mit Hotelhochhaus und Kunstmuseum. Das Gebiet östlich des Bahnhofs ist geprägt durch Wohnviertel und kleinere Einkaufsstraßen. Ebenso befinden sich in der Nähe das Urawa Komaba Stadium und die Pferderennbahn Urawa.
Die Anlage ist von Südosten nach Nordwesten ausgerichtet und umfasst sechs auf einem Viadukt verlaufende Gleise, die alle dem Personenverkehr dienen. Diese liegen an drei vollständig überdachten Mittelbahnsteigen. Der Zugang erfolgt über Treppen, Rolltreppen und Aufzüge, die zu einer breiten Verteilerebene auf Straßenniveau hinunterführen. In die Verteilerebene integriert ist das Einkaufszentrum Urawa North Exit/South Exit. Der Hauptnutzer des siebenstöckigen Empfangsgebäudes an der Westseite ist das weitaus größere Einkaufszentrum Atré Urawa West Area mit mehreren Dutzend Geschäften und Gastronomiebetrieben.
Im Fiskaljahr 2019 nutzten durchschnittlich 95.865 Fahrgäste täglich den Bahnhof.

## Bilder

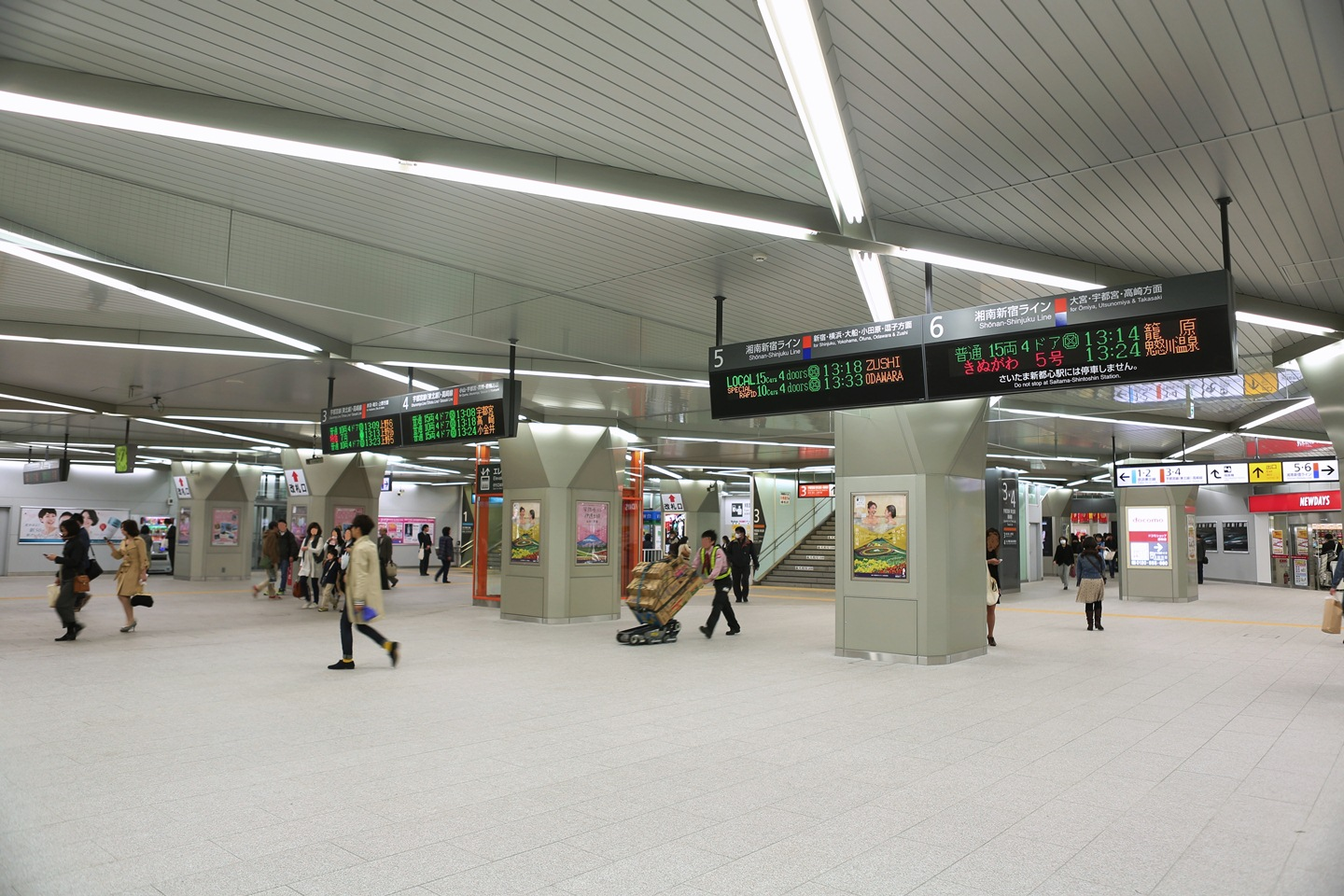
Verteilerebene
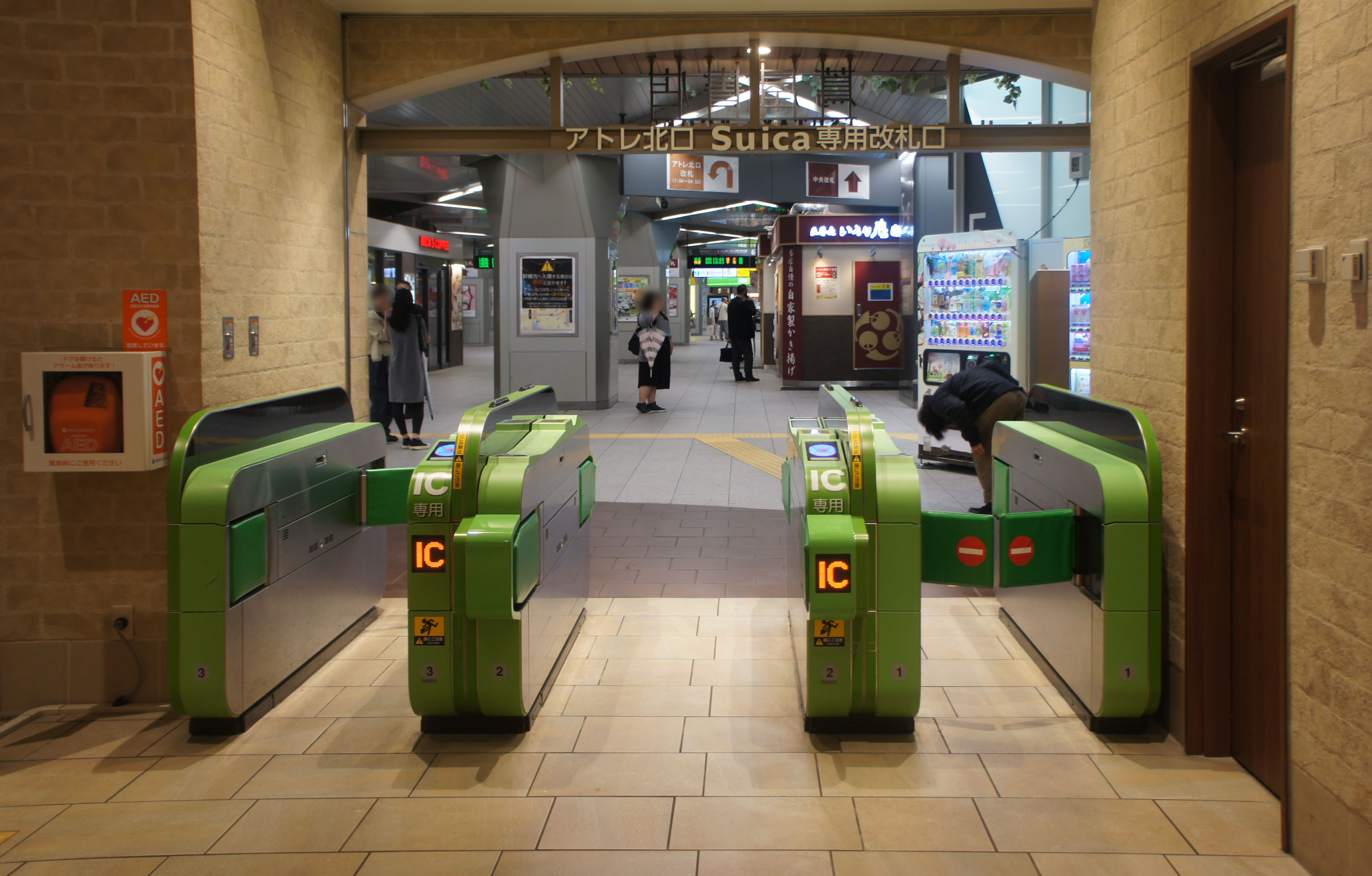
Bahnsteigsperren
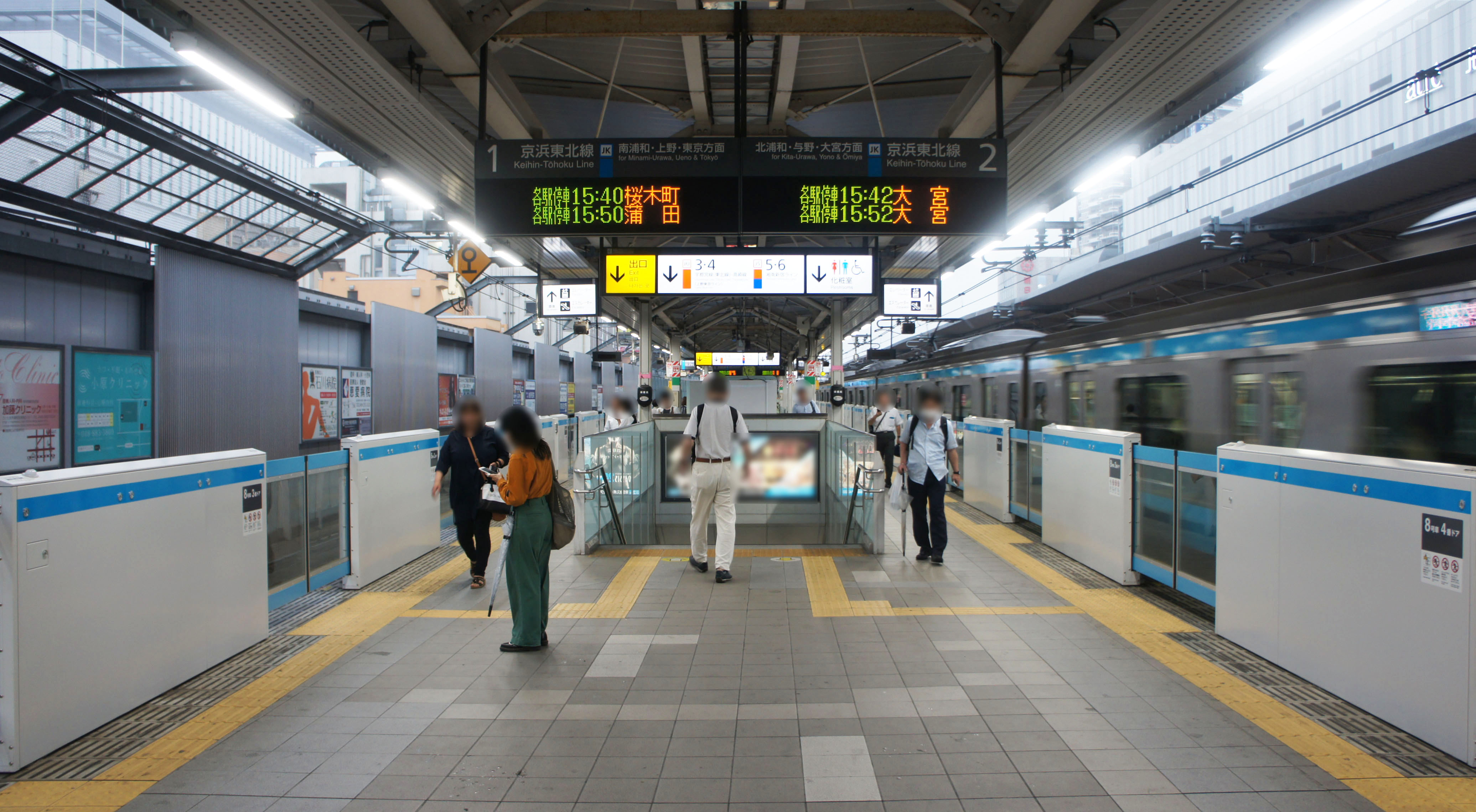
Bahnsteig 1/2
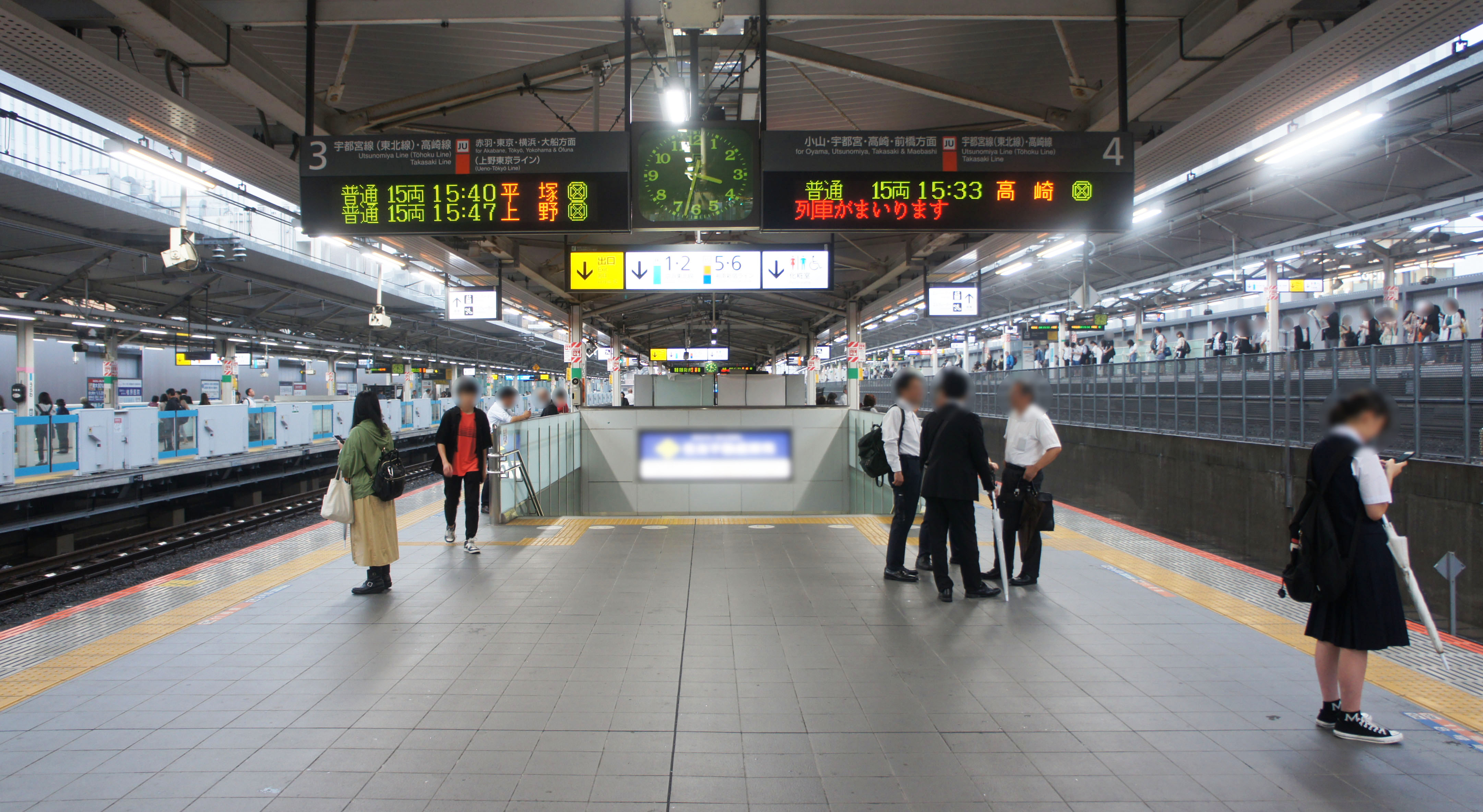
Bahnsteig 3/4
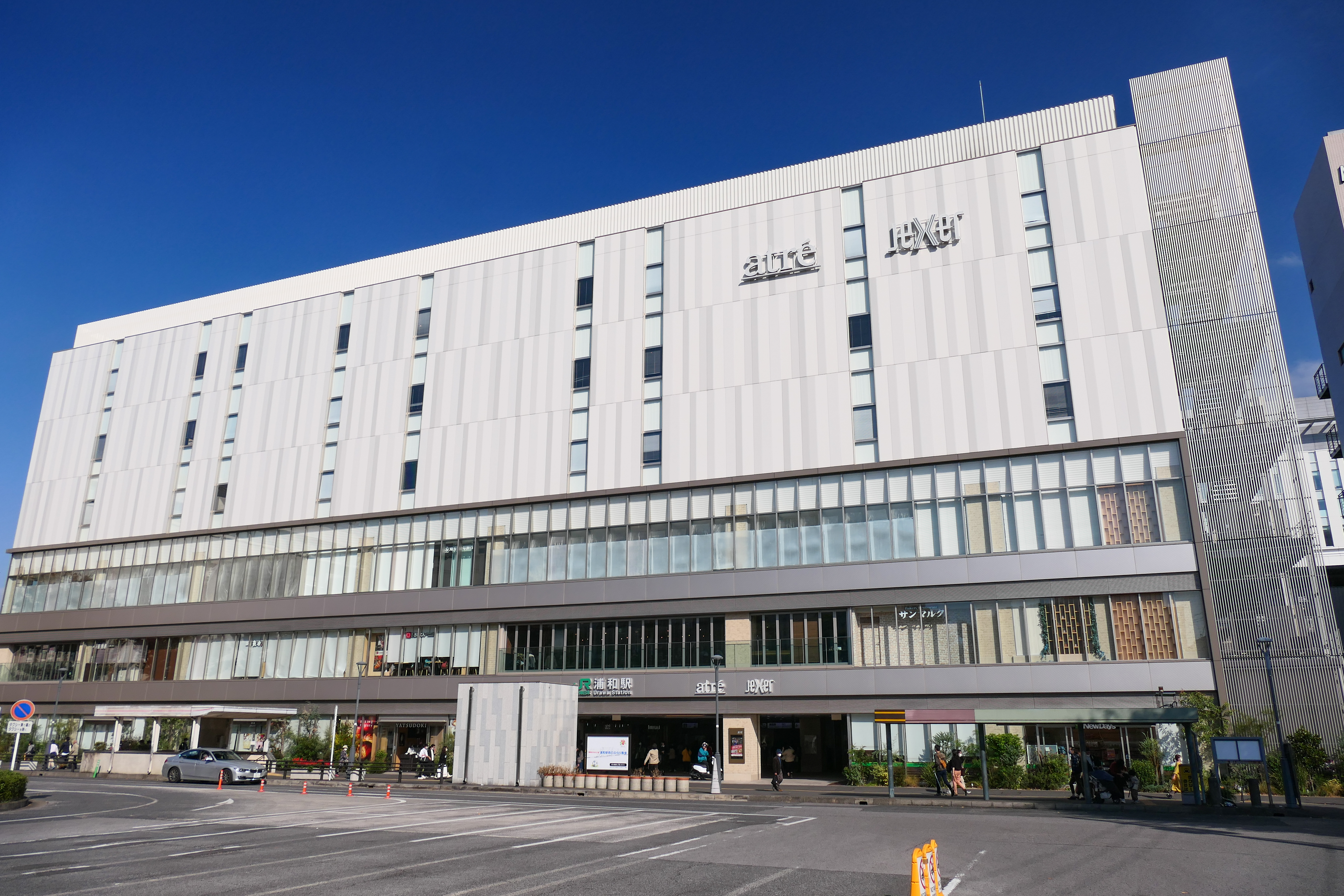
Außenansicht des westlichen Ausgangsgebäudes (Atré Urawa)

## Gleise

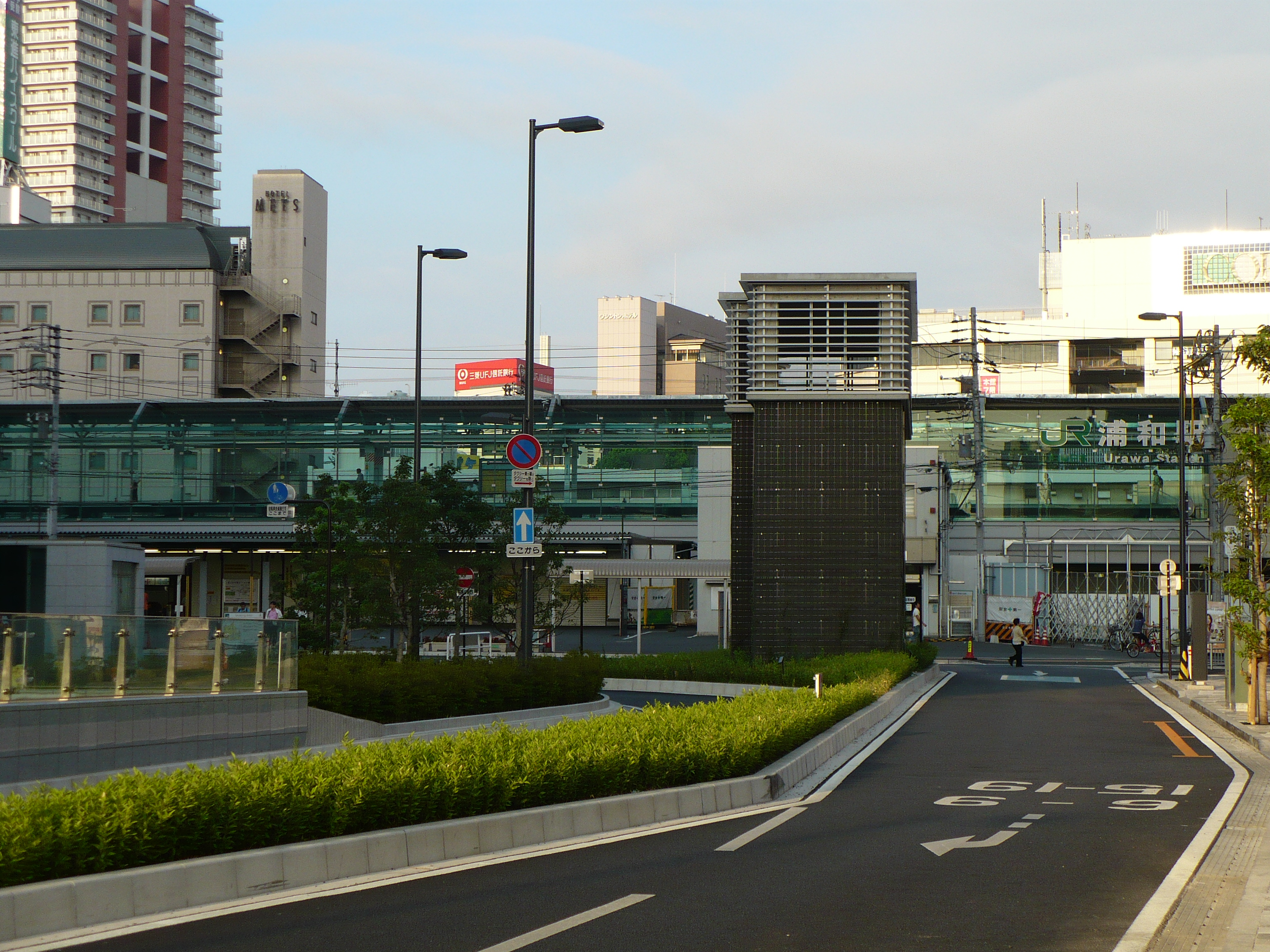
Östlicher Vorplatz

| 1 | ▉ Keihin-Tōhoku-Linie   | Akabane • Ueno • Tokio • Shinagawa • Kawasaki • Yokohama                      |
| 2 | ▉ Keihin-Tōhoku-Linie   | Ōmiya                                                                         |
| 3 | ▉ Utsunomiya-Linie      | Akabane • Ueno • Tokio • Yokohama • Ōfuna                                     |
| 3 | ▉ Takasaki-Linie        | Akabane • Ueno • Tokio • Yokohama • Ōfuna                                     |
| 4 | ▉ Utsunomiya-Linie      | Ōmiya • Oyama • Utsunomiya • Nasushiobara • Kuroiso                           |
| 4 | ▉ Takasaki-Linie        | Ōmiya • Kumagaya • Takasaki • Maebashi                                        |
| 5 | ▉ Shōnan-Shinjuku-Linie | Akabane • Ikebukuro • Shinjuku • Shibuya • Yokohama • Ōfuna • Zushi • Odawara |
| 6 | ▉ Shōnan-Shinjuku-Linie | Ōmiya • Utsunomiya • Maebashi                                                 |

## Linien
| Verlauf der Keihin-Tōhoku-Linie / Negishi-Linie |
| --- |
| Ōmiya • Saitama-Shintoshin • Yono • Kita-Urawa • Urawa • Minami-Urawa • Warabi • Nishi-Kawaguchi • Kawaguchi • Akabane • Higashi-Jūjō • Ōji • Kami-Nakazato • Tabata • Nishi-Nippori • Nippori • Uguisudani • Ueno • Okachimachi • Akihabara • Kanda • Tokyo • Yūrakuchō • Shimbashi • Hamamatsuchō • Tamachi • Takanawa Gateway • Shinagawa • Ōimachi • Ōmori • Kamata • Kawasaki • Tsurumi • Shin-Koyasu • Higashi-Kanagawa • Yokohama • Sakuragichō • Kannai • Ishikawachō • Yamate • Negishi • Isogo • Shin-Sugita • Yōkōdai • Kōnandai • Hongōdai • Ōfuna |

| Verlauf der Shōnan-Shinjuku-Linie |
| --- |
| Ōmiya • Urawa • Akabane • Ikebukuro • Shinjuku • Shibuya • Ebisu • Ōsaki • Nishi-Ōi • Musashi-Kosugi • Shin-Kawasaki • Yokohama • Hodogaya • Higashi-Totsuka • Totsuka • Ōfuna • Kita-Kamakura • Kamakura • Zushi |

| Verlauf der Takasaki-Linie |
| --- |
| Tokyo • Ueno • Oku • Akabane • Urawa • Saitama-Shintoshin • Ōmiya • Miyahara • Ageo • Kita-Ageo • Okegawa • Kitamoto • Kōnosu • Kita-Kōnosu • Fukiage • Gyōda • Kumagaya • Kagohara • Fukaya • Okabe • Honjō • Jimbohara • Shinmachi • Kuragano • Takasaki |

| Verlauf der Utsunomiya-Linie |
| --- |
| Tokyo • Ueno • Oku • Akabane • Urawa • Saitama-Shintoshin • Ōmiya • Toro • Higashi-Ōmiya • Hasuda • Shiraoka • Shin-Shiraoka • Kuki • Higashi-Washinomiya • Kurihashi • Koga • Nogi • Mamada • Oyama • Koganei • Jichi-Idai • Ishibashi • Suzumenomiya • Utsunomiya • Okamoto • Hōshakuji • Ujiie • Kamasusaka • Kataoka • Yaita • Nozaki • Nishi-Nasuno • Nasushiobara • Kuroiso |

## Geschichte

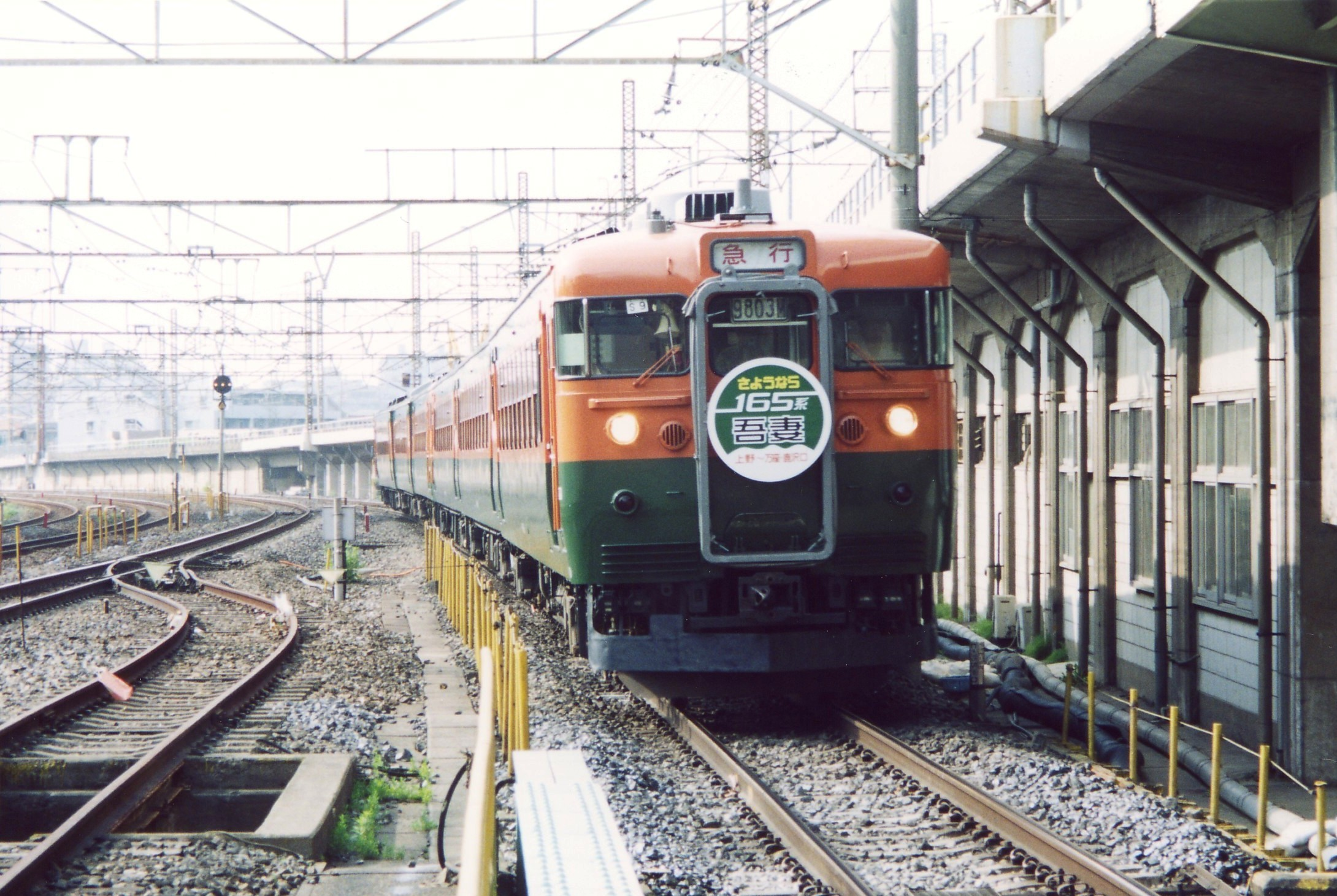
Südseite des Bahnhofs vor der Höherlegung der Gleise (2003)

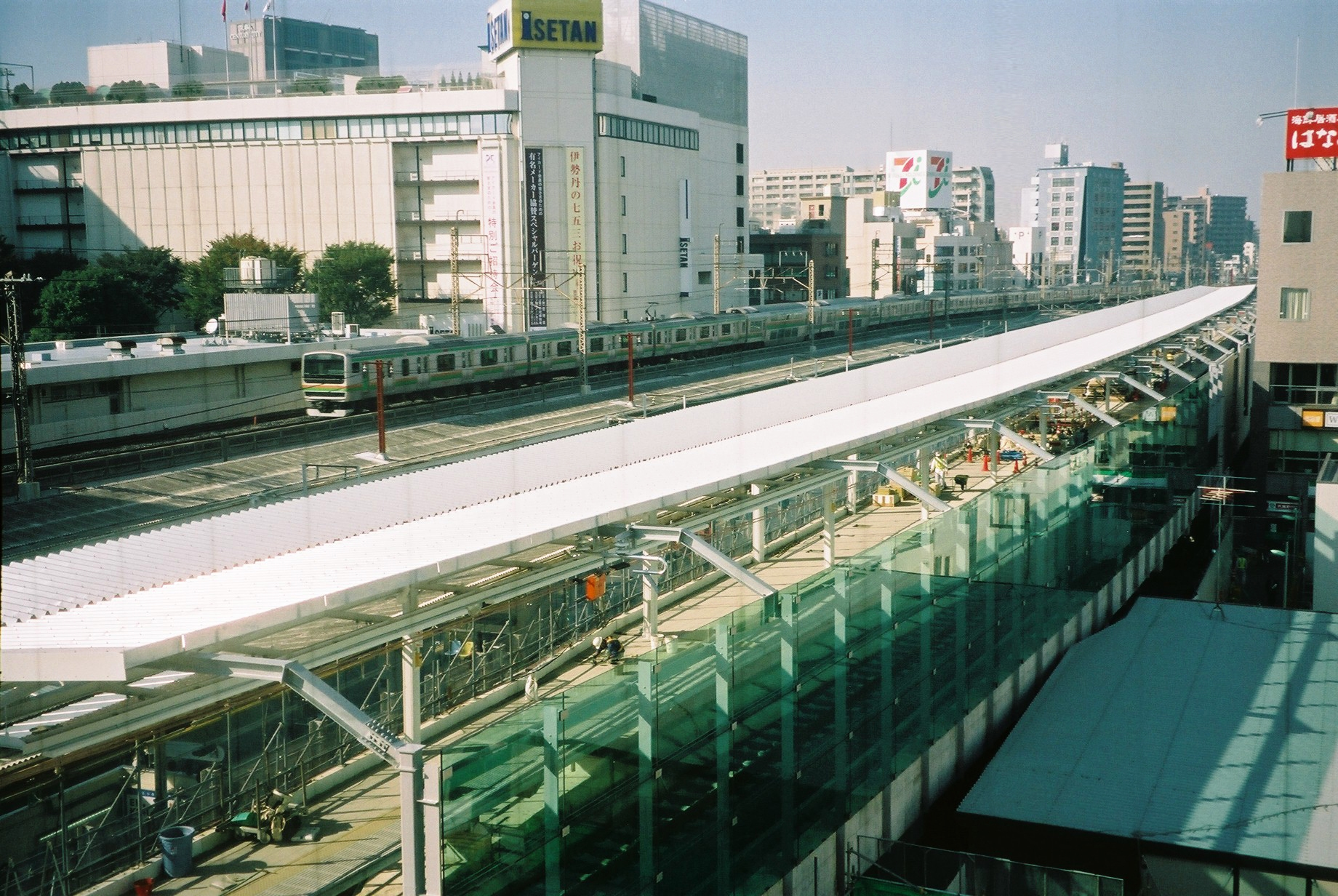
Bau des Hochbahnsteigs der Keihin-Tōhoku-Linie

Die Nippon Tetsudō, Japans erste private Bahngesellschaft, eröffnete den Bahnhof am 18. Juli 1883, zusammen mit der Strecke von Ueno nach Kumagaya. Diese entspricht heute dem südlichsten Abschnitt der Takasaki-Linie und der Utsunomiya-Linie (Teilstrecke der Tōhoku-Hauptlinie). Zu jener Zeit gab es an der Strecke nur sechs Bahnhöfe: Ueno, Ōji, Urawa, Ageo, Kōnosu, und Kumagaya; Urawa gehört also zu den ältesten Bahnhöfen der Tōhoku-Hauptlinie. Als Folge des Eisenbahnverstaatlichungsgesetzes ging er an das Eisenbahnamt (das spätere Eisenbahnministerium) über. Er besaß in den ersten Jahrzehnt nur einen Ausgang auf der Westseite, im Dezember 1930 kam ein zweiter Ausgang auf der Ostseite hinzu. Die Elektrifizierung der Tōhoku-Hauptlinie nördlich von Akabane machte es am 1. September 1932 möglich, den elektrischen Vorortsverkehr der Keihin-Tōhoku-Linie bis nach Ōmiya auszudehnen.
Aus Rationalisierungsgründen stellte die Japanische Staatsbahn am 16. Januar 1960 den Güterumschlag ein. Ein Überbleibsel des ehemaligen Güterbahnhofs ist das Postamt von Urawa. Als Vorbereitung auf den sechsgleisigen Ausbau der Tōhoku-Hauptlinie zwischen Akabane und Yono errichtete die Staatsbahn ein neues Empfangsgebäude an der Westseite und nahm dieses am 20. Oktober 1967 in Betrieb. Die sechsgleisige Trasse stand ab 25. Oktober 1968 zur Verfügung. Auf diese Weise konnten erstmals die Züge der Keihin-Tōhoku-Linie betrieblich von jenen der Tōhoku-Hauptlinie getrennt werden. Da es nicht möglich war, in der schon früh urbanisierten Umgebung dieses Bahnhofs Parzellen für zwei neue Gleise zu sichern, führte man die neue Doppelspur über das Gelände des ehemaligen Güterbahnhofs. Die Gepäckabfertigung wurde am 1. November 1986 abgeschafft und im Rahmen der Staatsbahnprivatisierung ging der Bahnhof am 1. April 1987 in den Besitz der neuen Gesellschaft JR East über.
Da die Bahnlinien die Stadt seit jeher in zwei Teile zerschnitten und Kraftfahrzeuge sowie Fußgänger durch den regen Bahnverkehr in ihrer Beweglichkeit sehr eingeschränkt waren. Andererseits konnten die Züge der Shōnan-Shinjuku-Linie mangels eigenem Bahnsteig hier nicht halten. Aus diesem Grund planten die Stadtbehörden und JR East die Höherlegung des Bahnhofs und der Bahntrasse. Die dafür erforderlichen Bauarbeiten begannen 2004. Als erstes verfügten das südwärts führende Gleis der Keihin-Tōhoku-Linie ab 14. Januar 2007 über eine Hochbahntrasse, am 18. Mai 2008 kam das nordwärts führende Gleis hinzu. Die auf der Tōhoku-Hauptlinie nordwärts verkehrenden Züge hielten ab 20. Dezember 2009 an einem eigenen Hochbahnsteig, die südwärts verkehrenden am 6. März 2011. Das südwärts führende Gleis der ehemaligen Gütertrasse wurde am 8. Juli 2012 auf die Hochbahn verlegt. Am 16. März 2012 ging der letzte Hochbahnsteig in Betrieb. Das Einkaufszentrum Atré Urawa unter den Hochbahngleisen öffnete am 25. November 2015 seine Tore. Den Abschluss des Projekts bildete nach fünfjähriger Bauzeit die Eröffnung des neuen Empfangsgebäudes an der Westseite am 16. März 2018.